# Курай ТВ
Телеканал «Курай-ТВ» — первый башкирский музыкальный телеканал, вещающий на башкирском языке ежедневно 24 часа в сутки во всех кабельных сетях Уфы и других городов Башкортостана. Является структурным подразделением телерадиовещательной компании «Башкортостан».

## Сетка вещания
Трансляция ведётся круглосуточно на башкирском языке. Возраст целевой аудитории составляет 30-50 лет. Около 80 % эфира занимают музыкальные произведения. На телеканале показывают концерты звёзд башкирской эстрады (в рубриках «Моңло иртә», «Йырҙарым һеҙҙең өсөн», «Йондоҙло төн»), ретро-концерты («Онотолор тимә…»), песни молодых исполнителей («Йәштәр тауышы»), новые клипы («Премьера»), концерты сольных исполнителей («Кис ултырып»). Танцы народов мира представлены в программе «Наза», музыкальные инструменты — «Илһам», башкирские народные песни жанра оҙон көй — «Аҫылйәр». Еженедельно выходят передачи «Йырлы бүләк» (по заявкам телезрителей), «Йөрәк һүҙе» (поэзия), «Ҡурай-хит» (музыкальный хит-парад.
Помимо музыкальных программ, на телеканале транслируют спортивные телепередачи на башкирском языке.

## История
Телеканал начал вещание в 2009 году. Его основой послужила музыкальная программа «Волшебный курай», которая выходила на телеканале «БСТ». Общество с ограниченной ответственностью «Курай ТВ» было зарегистрировано в 2012 году. Принадлежит АО «ТРК „Башкортостан“».
Осенью 2017 года в кабельной сети Bashtel запустили трансляцию башкиро-татарского музыкального телеканала «Курай HD» в формате HD. 1 января 2018 года ГУП ТРК «Башкортостан» приостановило вещание, так как не было смысла содержать два СМИ с разными свидетельствами о регистрации и пересекающимся контентом. Также для трансляции в формате HD не было полного объёма видеоконтента нужной четкости. По словам генерального директора ТРК «Башкортостан» Рустама Зарафутдинова в компании решили сосредоточиться на развитии канала «Курай ТВ», который вещает в обычном формате в спутниковых и кабельных сетях.
В 2018 году «Курай-ТВ» учредил телепремию «Курай даны», для популяризации музыкально-развлекательного телеканала «Курай».
В 2019 году руководство телеканала запустило программу «Караоке по-башкирски». На 2019 год аудитория составляла около 2 миллионов зрителей.